# Strandafjellet
Strandafjellet er et skianlægg for alpine discipliner der ligger i Stranda kommune Møre og Romsdal fylke i Norge, ca. en og en halv times kørsel fra Ålesund.
Strandafjellet skicenter har 7 skilifter, der går op til Roaldshornet, 1230 meter over havet.

## Ekstern henvisning
Strandafjellet Skicenter Arkiveret 28. august 2010 hos  Wayback Machine
62°17′28″N 6°50′28″Ø / 62.291°N 6.841°Ø